# Saint-Bon-Tarentaise
Saint-Bon-Tarentaise è un comune francese di 1 989 abitanti situato nel dipartimento della Savoia della regione dell'Alvernia-Rodano-Alpi.
Su quel comune si trova la stazione sciistica molto famosa di Courchevel.

## Società

### Evoluzione demografica
Abitanti censiti

### Gemellaggi
- Park City